# Riina Solman

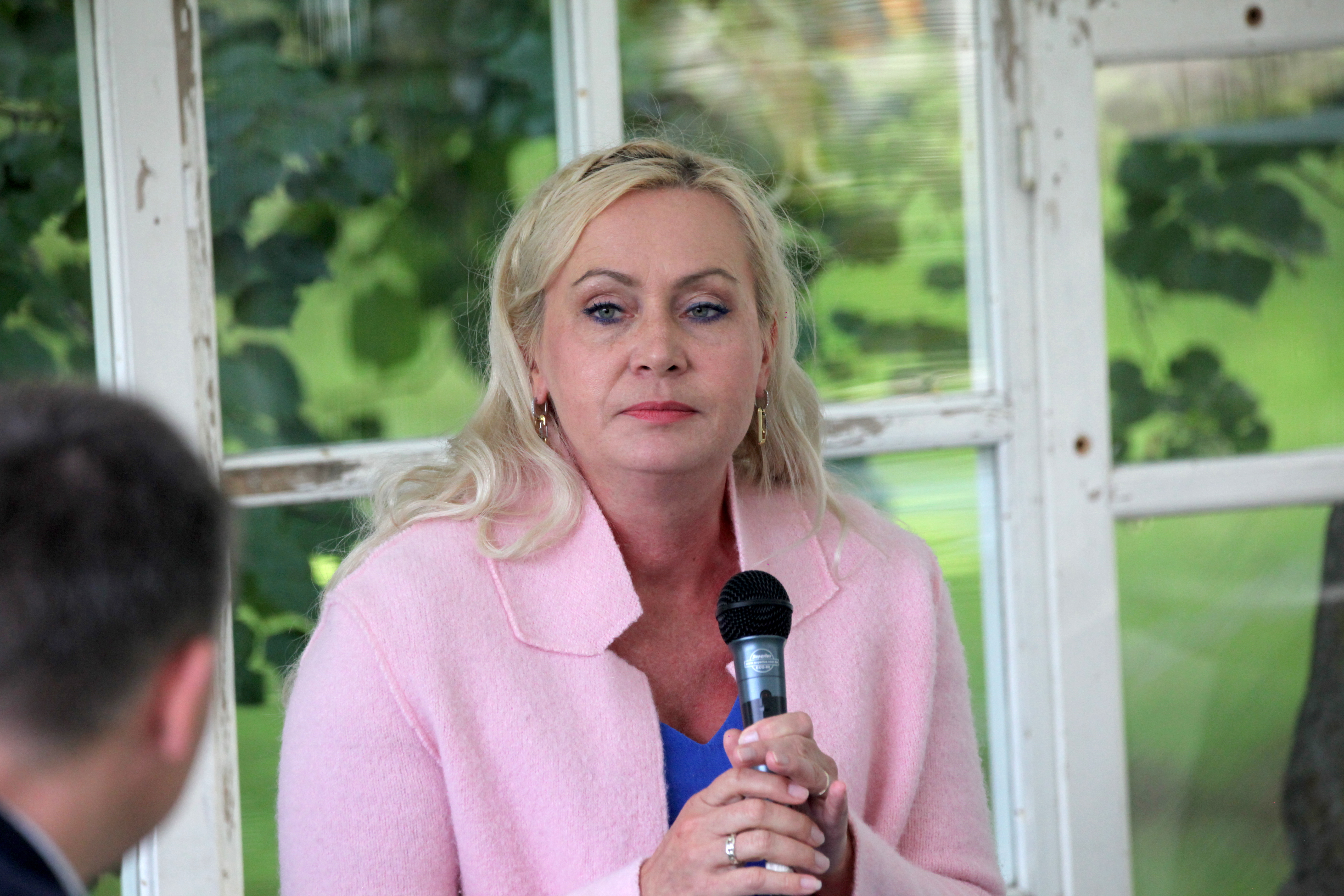
Riina Solman (2021)

Riina Solman (bis 2013 Riina Vändre; * 23. Juni 1972 in Viljandi) ist eine estnische Politikerin. Sie gehört der konservativen Partei Isamaa („Vaterland“) an. Sie war vom 29. April 2019 bis zum 26. Januar 2021 Ministerin für Bevölkerungsfragen in der Koalitionsregierung von Ministerpräsident Jüri Ratas (Kabinett Ratas II). Vom 18. Juli 2022 bis 11. April 2023 war sie Ministerin für Öffentliche Verwaltung in der zweiten Regierung von Kaja Kallas (Kabinett K. Kallas II).

## Leben
Riina Solman schloss die Schule in ihrer Heimatstadt Viljandi ab. Anschließend studierte sie Lehramt und Grundschulpädagogik an der Pädagogischen Hochschule Tallinn (heute Universität Tallinn).
Sie war von 2005 bis 2007 als Medien- und Kommunikationsberaterin einer Vorgängerpartei der heutigen Vaterlandspartei (Isamaa) und von 2007 bis 2011 als Beraterin für Öffentlichkeitsarbeit im estnischen Verteidigungsministerium tätig. Von 2011 bis 2014 war sie Marketing- und Kommunikationsberaterin bei estnischen Wirtschaftsunternehmen, bevor sie 2014/2015 für die Gemeinde Viimsi arbeitete. Von 2015 bis 2017 leitete Riina Solman das Pressereferat des estnischen Justizministeriums. Anschließend war sie von 2017 bis 2019 Beraterin des estnischen Justizministers Urmas Reinsalu.

### Politik
2007 trat sie der IRL bei. 2013 wurde Riina Solman in den Stadtrat der estnischen Hauptstadt Tallinn gewählt. Für ihre Partei bekleidete sie zunächst das Amt der stellvertretenden Fraktionsvorsitzenden. Nach den Kommunalwahlen 2017 stieg sie zur Fraktionsvorsitzenden im Stadtrat auf. Daneben hat sie zahlreiche Ämter im ehrenamtlichen Wohlfahrtsbereich inne.
Ende April 2019 trat sie als Ministerin für Bevölkerungsfragen (Rahvastikuminister) in das Kabinett von Ministerpräsident Jüri Ratas ein. Daneben führt sie den Frauenverband ihrer Partei. Riina Solman tritt nach eigenen Angaben besonders für familiäre und christliche Werte in der Politik ein. Im Juli 2022 übernahm sie erneut ein Ministeramt. Im zweiten Kabinett von Kaja Kallas war sie für das Ressort Öffentliche Verwaltung zuständig.

### Privates
Riina Solman war in erster Ehe mit dem estnischen Politiker und Unternehmer Rain Vändre (1966–2010) verheiratet. Nach seinem Tod heiratete sie im März 2013 den Unternehmer Peeter Solman (* 1970). Sie hat zwei Söhne.